# Liebenbergit
Liebenbergit ist ein sehr selten vorkommendes Mineral aus der Mineralklasse der „Silicate und Germanate“ mit der idealisierten chemischen Zusammensetzung Ni2[SiO4] und ist damit chemisch gesehen ein Dinickelorthosilicat. Strukturell gehört Liebenbergit zu den Inselsilikaten (Nesosilikaten).
Das Mineral kristallisiert im orthorhombischen Kristallsystem und findet sich ausschließlich in Form gelblichgrüner, körniger Mineral-Aggregate bis etwa einem Millimeter Durchmesser oder als Fugenfüllung zwischen Trevorit-Körnern. Die durchsichtigen bis durchscheinenden Kristalle sind typischerweise von olivgrüner bis gelblichgrüner Farbe. In dünnen Schichten kann Liebengergit aber auch farblos bis hellgrün sein. Seine Strichfarbe ist dagegen immer weiß.

## Etymologie und Geschichte
Erstmals entdeckt wurde der Liebenbergit 1973 in der „Scotia Talk Mine“ bei Bon Accord nahe Barberton in der südafrikanischen Provinz Mpumalanga. Analysiert und wissenschaftlich beschrieben wurde das Mineral durch Sybrand A. de Waal und Lewis C. Calk, die das Mineral nach William Roland Liebenberg (1919–1988), dem stellvertretenden Generaldirektor des Nationalinstituts für Metallurgie von Südafrika, benannten.
Typmaterial des Mineral wird in Kanada im Royal Ontario Museum in Toronto unter der Katalog-Nr. M33443 sowie in den USA in der Harvard University in Cambridge (Massachusetts) unter der Katalog-Nr. 133404 und im National Museum of Natural History in Washington D.C. unter der Katalog-Nr. 132463 aufbewahrt.

## Klassifikation
Bereits in der veralteten, aber teilweise noch gebräuchlichen 8. Auflage der Mineralsystematik nach Strunz gehörte der Liebenbergit zur Mineralklasse der „Silikate und Germanate“ und dort zur Abteilung der „Inselsilikate (Nesosilikate)“, wo er zusammen mit Fayalit, Forsterit, Laihunit und Tephroit die „Olivingruppe“ mit der System-Nr. VIII/A.04 bildete.
Die seit 2001 gültige und von der International Mineralogical Association (IMA) verwendete 9. Auflage der Strunz’schen Mineralsystematik ordnet den Liebenbergit ebenfalls in die Abteilung der „Inselsilikate“ ein. Diese ist allerdings weiter unterteilt nach der möglichen Anwesenheit zusätzlicher Anionen und der Koordination der Silikatkomplexe, so dass das Mineral entsprechend seiner Zusammensetzung in der Unterabteilung „Inselsilikate ohne zusätzliche Anionen; Kationen in oktaedrischer [6]er-Koordination“ zu finden ist, wo es zusammen mit Fayalit, Forsterit, Glaukochroit, Kirschsteinit, Laihunit und Tephroit die „Olivingruppe“ mit der System-Nr. 9.AC.05 bildet.
Auch die vorwiegend im englischen Sprachraum gebräuchliche Systematik der Minerale nach Dana ordnet den Liebenbergit in die Klasse der „Silikate und Germanate“ und dort in die Abteilung der „Inselsilikate“ ein. Hier ist er ebenfalls in der „Olivingruppe“ mit der System-Nr. 51.03.01 innerhalb der Unterabteilung „Inselsilikate: SiO4-Gruppen mit allen Kationen nur in oktahedraler [6]-Koordination“ zu finden.

## Chemismus
Die idealisierte Formel für Liebenbergit Ni2[SiO4], allerdings enthielten die von de Waal und Calk analysierten Proben als Fremdbeimengungen von Magnesium, Cobalt und Eisen. Die tatsächliche Formel des Typminerals wird daher mit (Ni1,25Mg0,33Co0,05Fe0,12)Si0,99O4 angegeben. Da alle Kationen zusammen einen Gewichts-%-Anteil von 1,75 % ausmachen, kann die gerundete Formel auch mit (Ni,Mg,Co,Fe)2SiO4 angegeben werden.
Einer neueren Studie von S. Akimoto, Y. Matsui und Y. Syono aus dem Jahre 1976 zufolge besteht eine vollständige Löslichkeit zwischen dem nickelreichen und dem magnesiumreichen Endglied der Olivingruppe, entsprechend Ni2SiO4 (= Liebenbergit) und Mg2SiO4 (= Forsterit). Entsprechend wird die Mischkristallformel auch mit (Ni,Mg)2SiO4 angegeben.

## Kristallstruktur
Liebenbergit kristallisiert orthorhombisch in der Raumgruppe Pbnm (Raumgruppen-Nr. 62, Stellung 3) mit den Gitterparametern a = 4,73 Å; b = 10,19 Å und c = 5,95 Å sowie vier Formeleinheiten pro Elementarzelle.

## Bildung und Fundorte
Liebenbergit bildet sich durch Kontaktmetamorphose in kleinen Nickel-Lagerstätten in der Kontaktzone zwischen Quarzit und serpentinisierten Ultramafiten bei etwa 730 °C und einem Druck von knapp 2 kbar oder in nickelreichen Meteoriten.
Neben seiner Typlokalität, der „Scotia Talk Mine“ in Mpumalanga trat das Mineral in Südafrika noch am Morokweng-Krater in der Provinz Nordwest auf.
In Deutschland konnte das Mineral bisher nur in der Kochhütte (August-Bebel-Hütte) bei Helbra und am Lichtloch 25 in der Kupfer-Silberhütte „Gottesbelohnung“ bei Hettstedt in Sachsen-Anhalt gefunden.
Der einzige weitere bekannte Fundort liegt in der griechischen Region Attika, wo das Mineral auf Schlackenhalden bei Agios Konstantinos (Kamariza) in der Gemeinde Lavrio entdeckt wurde.